# Jacinto City
Jacinto City város az Amerikai Egyesült Államok Texas államában, Harris megyében. Lakosainak száma 9613 fő (2020. április 1.).

## Népesség
A település népességének változása:

| 2010 | 10 553 |
| 2020 | 9 613  |